# 右地代
右地代（?—?），中国五胡十六国时代匈奴铁弗部人，夏國开国皇帝赫连勃勃的长兄，刘卫辰的长子。
开始随父祖为刘姓，龙升元年（407年），赫连勃勃自立为天王，建立夏国。受封丞相，代公。龙升三年（409年），夏国击败后秦姚兴军队，攻取黄石固、我罗城。迁移七千余户於大城（今内蒙古自治区准格尔旗），他受命为幽州牧镇守大城。凤翔元年（413年），全族从刘姓改为赫连姓。